# Pedro Moguila
Pedro Moguila (nascido: Petru Movilă, em ucraniano:  Петро Симеонович Могила, transl. Petro Symeonovych Mohyla, em romeno:  Petru Movilă, em russo:  Пётр Симеонович Могила, transl. Pyotr Simeonovich Mogila, em polonês/polaco:  Piotr Mohyła; 21 de dezembro de 1596, Suceava, Principado da Moldávia – 22 de dezembro de 1646, Kiev, Comunidade Polaco-Lituana) foi um nobre romeno, metropolita de Kiev, Galícia e Toda a Rússia de 1633 até sua morte.

## Família
Pedro nasceu no seio de uma família de boiardos romenos — os Movilești — à qual pertenciam vários governantes da Moldávia e da Valáquia, incluindo seu pai, o príncipe Simion Movilă. Moldávia, Valáquia e parte da Transilvânia eram territórios sob domínio da Igreja Ortodoxa, e o eslavo antigo era empregado como língua litúrgica e materna na Romênia. A mãe de Pedro Moguila, a princesa Margarida, pertencia à nobreza da Hungria. A irmã de Moguila, Regina Moguilanca, casara-se com o príncipe Wiśniowiecki, e seu filho Jeremi Wiśniowiecki era sobrinho e apoiador de Moguila mesmo que ele próprio tenha abandonado sua fé para se casar com uma princesa católica romana, herdando a coroa polonesa. Desde sua infância, Pedro Moguila e sua mãe percorreram várias terras estrangeiras em busca de refúgio, devido à grande instabilidade na Valáquia. Por algum tempo, eles viveram na cidade de Kamianets-Podilskyi. Mas, em 1608, se mudaram para a Polônia e viveram por 17 anos no castelo do nobre Estanislau Żółkiewski.:100 Lá, ele começou sua educação formal, a qual, antes da chegada ao castelo, tinha sido muitas vezes interrompida devido às inúmeras mudanças. Seus professores eram monges de um mosteiro de Lviv e, mais tarde, ele continuou seus estudos de literatura clássica em latim, grego, polonês, línguas eslavas antigas e bielorrusso na universidade de Zamość, fundada em 1594 pelo magnata polonês Jan Zamoyski. Moguila continuou sua instrução em Paris.

## A carreira
Na década de 1620, Moguila viajou para a terras ucranianas que, na época, sofria uma turbulência política, devido a fatores internos e externos, principalmente em virtude da anexação à Polônia. Ele começou a se preparar espiritualmente, construindo uma igreja dedicada a São João Evangelista em Suceava. Logo em seguida, ele ingressou no Monastério de Kiev-Petchersk, que era o centro político, cultural, espiritual e educativo da Ucrânia. Ali, ele tornou-se amigo de Ivan Boretski, Zakhari Kopistetsi e Pamvo Berinda, participando de um grupo de estudiosos e clérigos ortodoxos, os quais discutiam e fomentavam ideias de libertação nacional e preservação da cultura ucraniana. Os efeitos da instabilidade política tiveram um impacto em todas as esferas da vida do país. O número de publicações foi significativamente reduzido, e muitas escolas foram fechadas. O fato é que, pretendendo preservar os seus privilégios diante do rei polonês, a nobreza, em larga escala, começou a abandonar a Ortodoxia, convertendo-se ao catolicismo grego e romano.:102

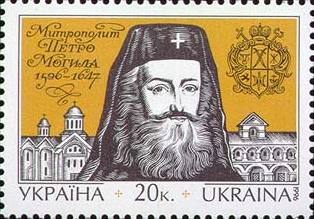
Selo ucraniano

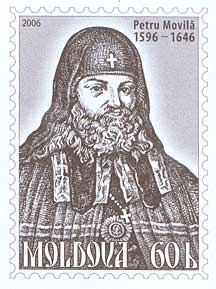
Selo moldavo

Em 1632, Moguila se torna bispo metropolitano de Kiev e Abade de Pecherska Lavra. Em virtude de sua boa relação com vários reis europeus, a liderança dos clérigos ortodoxos lhe confiou a negociação com o parlamento polonês, a fim de implementar políticas de repressão ao avanço da Igreja Ortodoxa Grega e abolir a proibição do uso da língua ucraniana nas escolas e instituições públicas. O talento diplomático de Moguila rendeu bons resultados, de modo que o Rei Vladislau IV Vasa devolveu o status da Igreja Ortodoxa Ucraniana.:103 Logo nos primeiros anos como abade, Moguila demonstrou que tinha metas de grande abrangência para reformar não apenas a vida monástica em seu convento, como em toda a Igreja. Ele pretendia fortalecer a espiritualidade ortodoxa, reforçando o sentimento de identidade nacional, bem como elevando o nível de educação tanto no país quanto em terras russas e romenas, de modo similar ao da Europa Ocidental. 
Como primeiro passo para pôr em prática sua visão, Pedro Moguila fundou, no ano de 1932, em Lavra, um colégio para jovens monges. As aulas eram realizadas em latim. Os alunos estudavam teologia, filosofia, retórica e autores clássicos. Ao mesmo tempo, Moguila melhorou significativamente as editoras locais, de modo que os livros ortodoxos eram publicados não apenas em eslavo antigo, mas também em latim, e eram distribuídos para várias partes da Europa Oriental. No mesmo ano, Moguila fundiu este colégio ao da Fraternidade Kiev, criando o Colégio Moguila, que, posteriormente, foi rebatizada como Universidade Nacional de Kyiv-Mohyla.:105

## O legado
A abordagem inovadora de Moguila na reforma do sistema de ensino, introduzindo a língua latina no currículo das escolas e universidades, encontrou alguma resistência quando partidários rutenos recorreram a atos violentos contra professores e estabelecimentos de ensino onde o idioma clássico era ensinado. No entanto, Moguila permaneceu implacável em seus esforços para tornar o uso do latim nas escolas obrigatório, uma vez que era uma parte essencial no currículo de todas as escolas e universidades europeias. Um dos principais argumentos do Moguila em favor do latim era de que os estudantes que aprendem o idioma na Ucrânia teriam uma vantagem caso decidissem continuar seus estudos em outras universidades da Europa, uma vez que o idioma era praticamente a língua franca do mundo acadêmico.
A preservação histórica foi outro aspecto da carreira multifacetada de Moguila. Ele iniciou projetos importantes de restauração de monumentos históricos em Kiev e em todo o país. Entre eles, estava a Catedral de Santa Sofia.
Entre eles estava a Catedral de Santa Sofia de Kiev. Ele fez as pessoas acreditarem que, enquanto a catedral estivesse de pé, a cidade seria poupada da destruição. Assim, restaurando a catedral e outros monumentos, Moguila, por um lado, reforçou a posição privilegiada da Igreja Ucraniana, e, de outro, seus esforço deram ânimo moral para todo o país num momento em que a unidade nacional e a independência estavam em risco. :109
Pedro Moguila morreu em 1647, às vésperas da guerra de libertação nacional, que se desenrolou até 1654. Em seu testamento, recomendou que todos os povos rutenos fossem alfabetizados e ordenou que todos os seus bens fossem doados ao Colégio Moguila que, por quase dois séculos, permaneceu como a única instituição de ensino superior do mundo ortodoxo. Assim como Pedro Moguila previu, sua escola tornaria-se um importante centro científico, educacional, cultural e espiritual para o mundo católico-ortodoxo, especialmente na Ucrânia, Bielorrússia e Rússia. Seus diplomados propagaram ideias iluministas e de autoafirmação nacional.[carece de fontes?]
Quando o Estado cossaco do Hetmanato foi agregado ao território russo, os graduados colaboraram para que a fé ortodoxa ucraniana se difundisse na Rússia. De acordo com o erudito cristão árabe Paulo de Alepo que, em 1655, viajou a Moscou percorrendo a Ucrânia, “Até mesmo os camponeses podem sabem ler e escrever (...) e padres aldeões consideram um dever educar os órfãos e não deixá-los correr pelas ruas como vagabundos”.:155
Assim, Pedro Moguila é apontado como o responsável pelo fundamento de uma época cultural que os historiadores chamam de Período Moguila. Uma das características dessa fase tem a ver com o grande salto nas publicações. Apesar da instabilidade política, no final de 1600, havia na Ucrânia 13 casas de impressão, dos quais 9 eram ucranianas, 3 polonesas e uma judaica. A maior venda dessas prensas não era de natureza religiosa. Em 1679, por exemplo, a imprensa de Novhorod-Siverski vendeu mais de 3 mil exemplares de diversos livros didáticos para escolas de ensino fundamental.:155 Esta foi uma grande conquista dos esforços de Moguila para espalhar a literatura entre todos os grupos sociais.

## Sua veneração
Ele é venerado como santo pela Igreja Ortodoxa Ucraniana, Igreja Ortodoxa Russa, Igreja Ortodoxa Romena, e Igreja Ortodoxa Polonesa. Sua festa é celebrada em 1º de janeiro, mas também é comemorada em 5 de outubro, junto a outros santos metropolitas de Kiev.
Devido à insistência de Moguila em empregar o latim a todo custo, a Igreja Ortodoxa Grega tende a ser reticente quanto à canonicidade de Pedro Moguila, de modo que alguns de seus pensadores acreditem que ele tenha sido excessivamente influenciado pela teologia católica romana.
Embora guarde a tradição eslava, herdada da Igreja Ortodoxa Russa — que lhe conferiu autocefalia em 1970 — a Igreja Ortodoxa na América não o lista entre os outros metropolitas de Kiev celebrados em 5 de outubro.

### Em geral
- Este artigo incorpora texto  (em inglês) da Encyclopædia Britannica (11.ª edição), publicação em domínio público.
- Este artigo incorpora texto (em inglês) da The New Schaff-Herzog Encyclopedia of Religious Knowledge (3.ª ed.), de 1908-1914 em 13 volumes, publicação em  domínio público.
- Petro Mohyla in the online Encyclopedia of Ukraine